# Anthophorula albata
Anthophorula albata är en biart som först beskrevs av Philip Hunter Timberlake 1947.  Anthophorula albata ingår i släktet Anthophorula och familjen långtungebin. Inga underarter finns listade i Catalogue of Life.